# Джузеппе Пагано
Джузеппе Пагано (итал. Giuseppe Pagano Pogatschnig, настоящие фамилия и фамилия — Йозеф Погачниг (хорв. Joseph Pogatschnig); 1896, Пореч, Австро-Венгрия, ныне Хорватия — 22 апреля 1945, Маутхаузен) — итальянский архитектор, дизайнер, редактор, журналист. Видный представитель архитектуры новеченто и рационализма первой половины XX века.

## Биография
Окончил итальянскую школу в Триесте, в 1914 году отправился в Италию.
Участник ирредентистского движения. Сражался на фронтах Первой мировой войны, был дважды ранен и дважды побывал в плену, но ему удавалось сбежать.
Став гражданином Австрии, поменял свою хорватскую фамилию на итальянскую Пагано.
В 1924 году с отличием окончил факультет архитектуры Туринского политехнического института. В конце 1920-х годов начал работу по проектированию мостов, общественных зданий, в том числе одного из первых рационалистических зданий Дворца Гуалино в Турине (1928) совместно с Джино Леви-Монтальчини. В 1927 году был назначен техническим директором Международной выставки в Турине. Работал над несколькими проектами павильонов для Туринской выставки 1929 года. В 1931 году переехал в Милан, чтобы работать редактором журнала La Casa Bella.
Дж. Пагано был соучредителем группы Gruppo 7. Между 1926 и 1931 годами Gruppo 7 провела три выставки, в 1930 году движение стало официальным органом рационалистического архитектурного движения «Movimento Italiano per l’Architettura Razionale» (MIAR). С 1930 до 1943 года вместе с Эдоардо Персико редактировал журнал архитектуры и дизайна Casabella в Милане. Был одним из организаторов Миланской триеннале в 1933 и 1936 годах. С 1940 по 1943 год — главный редактор журнала архитектуры Domus.
В годы после мировой войны Пагано был связан с националистической и профашистской политикой и был одним из основателей первой фашистской партии в своём родном городе Паренцо. С 1927 года Пагано был членом итальянской фашистской партии. Один из видных деятелей итальянской фашистской архитектуры. Близость к Муссолини давала ему возможность критиковать режим. В 1930-х годах дистанцировался от фашистской идеологии вышел из партии Муссолини в 1942 году.
В 1943 году присоединился к движению Сопротивления. В ноябре 1943 года был арестован и подвергнут пыткам. После выхода из тюрьмы в Брешии в 1944 году вновь арестован и отправлен в концентрационный лагерь Маутхаузен, где умер от пневмонии в лазарете концлагеря незадолго до окончания Второй мировой войны.